# Salzdruck

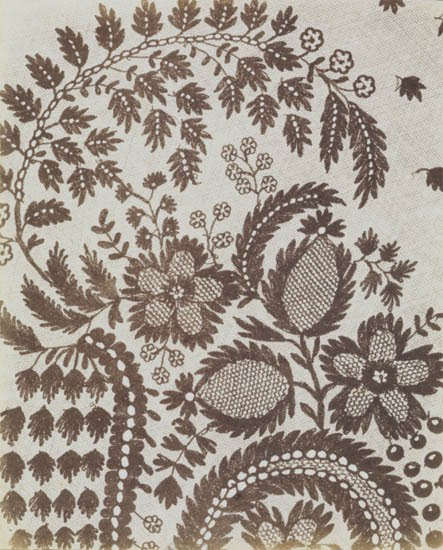
Salzdruck von William Talbot, ca. 1845

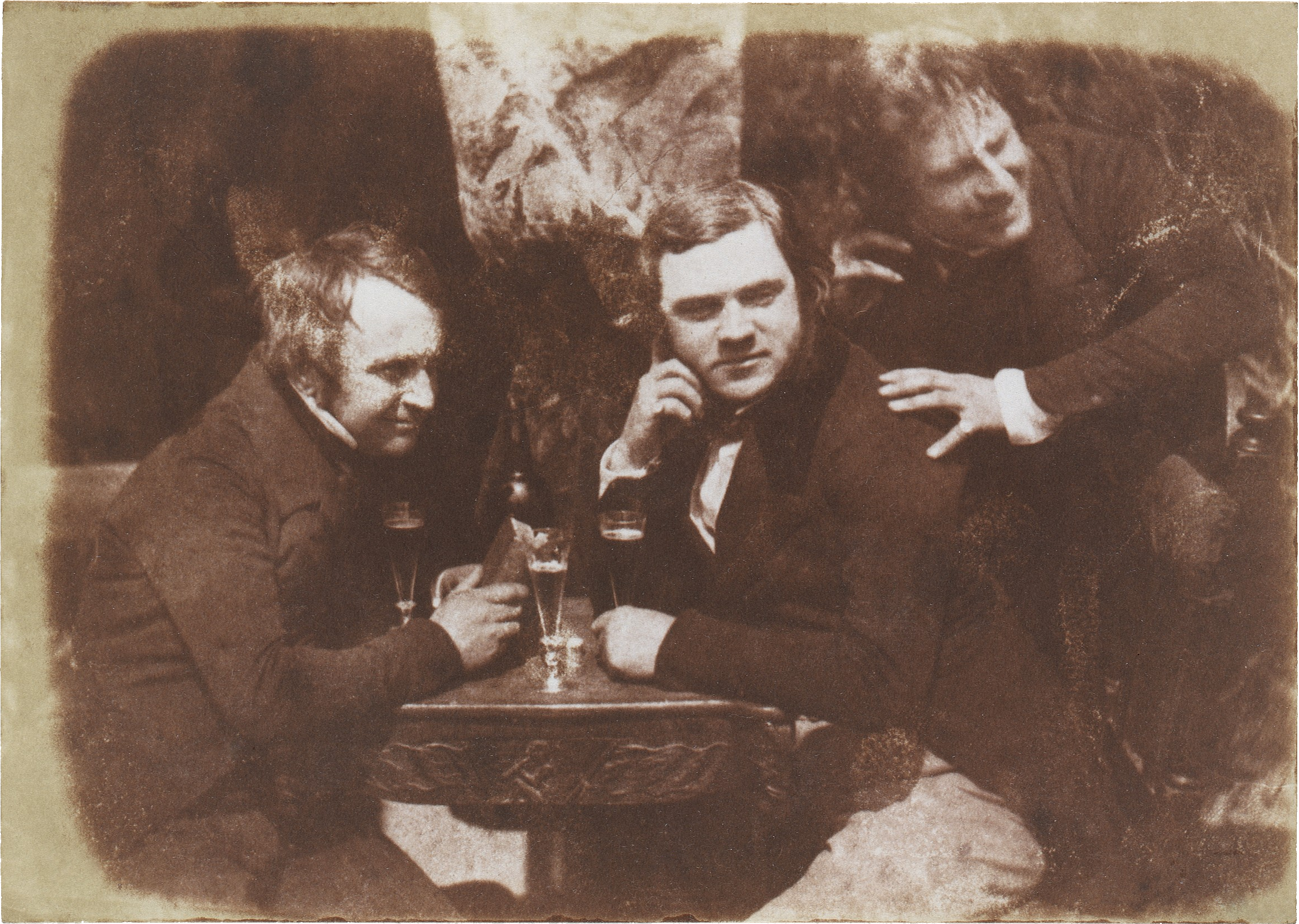
Salzdruck von Hill & Adamson, ca. 1844. James Ballantine, Dr. George Bell und David Octavius Hill beim Verzehr eines Edinburgh Ales.

Als Salzdruck oder auch fotogenische Zeichnung bezeichnet man ein fotografisches Verfahren (Negativ-Verfahren) aus der Frühzeit der Fotografie, das von William Henry Fox Talbot zwischen 1834 und 1839 entwickelt wurde; also etwa zeitgleich mit der Daguerreotypie.

## Geschichte

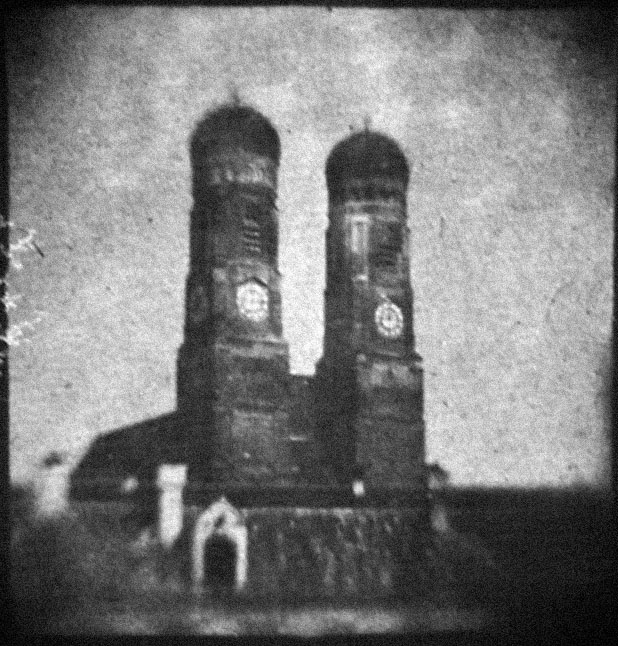
Salzpapier-Negativ der Münchner Frauenkirche von 1837

Bereits im Jahr 1834 stellte William Talbot erste Fotogramme her. Er experimentierte mit verschiedenen Chemikalien, um ein Bild aufzuzeichnen. Dazu tränkte er Schreibpapier in Kochsalz- und Silbernitratlösung. Dabei entstand lichtempfindliches Chlorsilber. Dieses Fotopapier wird als Salzpapier bezeichnet.
Zur Belichtung legte er Gegenstände auf das imprägnierte Papier und belichtete es dann an der Sonne. Er nutzte also das Prinzip der Kontaktkopie.
Die Gegenstände hinterließen auf dem Papier schablonenhafte weiße Umrisse, während sich das restliche Papier schwärzte. Zum Fixieren des Bildes verwendete Talbot nochmals eine Kochsalzlösung.
Die so entstandenen Fotogramme nannte er fotogenische Zeichnungen. Diese sind eine Weiterentwicklung des bereits aus dem Mittelalter bekannten Verfahrens des Naturselbstdrucks (verbürgt beispielsweise bei Thomas Walgenstein u. a.).
Anfang des 20. Jahrhunderts wurde das Verfahren als Fotogramm (Lászlo Moholy-Nagy, El Lissitzky), Schadografie (Christian Schad) bzw. Rayografie (Man Ray) für die künstlerische Fotografie wiederentdeckt. Auch noch heute wird das Prinzip als Laborexperiment im Fotolabor von Fotoamateuren sowie von einigen Fotokünstlern durchgeführt.

## Verfahren
Talbot selbst entwickelte seine Verfahren weiter, das er unter dem Namen Kalotypie („schöner Druck“) 1841 zum Patent anmeldete. Ihm zu Ehren wurde es später auch „Talbotypie“ genannt.
Das Negativ-Positiv-Verfahren arbeitet in zwei Schritten, was die Grundlage aller aktuellen Verfahren ist.
Zuerst wird ein lichtdurchlässiges Negativbild erstellt, das Salzpapiernegativ. Dieses Negativ wird durch Sonnenlicht auf ein Salzpapierpositiv übertragen. Das ist kontrastärmer und weniger scharf als das Verfahren von Daguerre, aber man kann ein Negativ ohne Qualitätsverlust beliebig oft replizieren. Bald darauf nutzten auch andere Fotografen diese Technik, besonders für die Reisefotografie.